# Îles Cook aux Jeux olympiques d'été de 2016
Les Îles Cook participent aux Jeux olympiques d'été de 2016 à Rio de Janeiro. Il s'agit de leur 8e participation aux Jeux olympiques d'été.
La délégation des îles Cook comprend neuf athlètes soit un record pour ce pays.

## Athlétisme
Légende
- Note : le rang attribué pour les courses correspond au classement de l'athlète dans sa série uniquement.
- Q = Qualifié pour le tour suivant
- q = Qualifié au temps pour le tour suivant (pour les courses) ou qualifié sans avoir atteint les minima requis (lors des concours)
- NR = Record national
- N/A = Tour non disputé pour cette épreuve

### Hommes
| Athlète      | Épreuve | Séries        | Séries | Quarts de finale | Quarts de finale | Demi-finales | Demi-finales | Finale   | Finale  |
| Athlète      | Épreuve | Résultat      | Rang   | Résultat         | Rang             | Résultat     | Rang         | Résultat | Rang    |
| ------------ | ------- | ------------- | ------ | ---------------- | ---------------- | ------------ | ------------ | -------- | ------- |
| Alex Beddoes | 800 m   | 1 min 52 s 76 | 9e     | NC               | NC               | Éliminé      | Éliminé      | Éliminé  | Éliminé |

### Femmes
| Athlète       | Épreuve | Séries   | Séries | Quarts de finale | Quarts de finale | Demi-finales | Demi-finales | Finale   | Finale  |
| Athlète       | Épreuve | Résultat | Rang   | Résultat         | Rang             | Résultat     | Rang         | Résultat | Rang    |
| ------------- | ------- | -------- | ------ | ---------------- | ---------------- | ------------ | ------------ | -------- | ------- |
| Patricia Taea | 100 m   | 12 s 30  | 2e     | 12 s 41          | 8e               | Éliminé      | Éliminé      | Éliminé  | Éliminé |

## Canoë-kayak

### Slalom
Ella Nicholas, lors de sa deuxième manche, a totalisé 202 points de pénalités.
|                 | Compétition | Éliminatoires | Éliminatoires | Éliminatoires | Éliminatoires | Éliminatoires | Éliminatoires | Demi-finales | Demi-finales | Finale       | Finale       |
| Course 1        | Compétition | Rang          | Course 2      | Rang          | Total         | Rang          | Résultat      | Rang         | Résultat     | Rang         |              |
| --------------- | ----------- | ------------- | ------------- | ------------- | ------------- | ------------- | ------------- | ------------ | ------------ | ------------ | ------------ |
| Bryden Nicholas | K1 hommes   | 105 s 18      | 18e           | 125 s 64      | 20e           | 105 s 18      | 21e           | Non qualifié | Non qualifié | Non qualifié | Non qualifié |
| Ella Nicholas   | K1 femmes   | 119 s 69      | 17e           | 316 s 72      | 20e           | 119 s 69      | 18e           | Non qualifié | Non qualifié | Non qualifié | Non qualifié |

## Haltérophilie

### Hommes
| Athlète      | Compétition | Arraché  | Arraché | Épaulé-jeté | Épaulé-jeté | Total | Rang |
| Athlète      | Compétition | Résultat | Rang    | Résultat    | Rang        | Total | Rang |
| ------------ | ----------- | -------- | ------- | ----------- | ----------- | ----- | ---- |
| Luisa Peters | +75 kg      |          |         |             |             |       |      |

## Natation

### Hommes
| Athlète        | Compétition       | Séries         | Séries | Demi-finales | Demi-finales | Finale       | Finale       |
| Athlète        | Compétition       | Temps          | Rang   | Temps        | Rang         | Temps        | Rang         |
| -------------- | ----------------- | -------------- | ------ | ------------ | ------------ | ------------ | ------------ |
| Wesley Roberts | 1500 m nage libre | 15 min 44 s 32 | 44     | NC           | NC           | Non qualifié | Non qualifié |

### Femmes
| Athlète              | Compétition      | Séries | Séries | Demi-finales | Demi-finales | Finale | Finale |
| Athlète              | Compétition      | Temps  | Rang   | Temps        | Rang         | Temps  | Rang   |
| -------------------- | ---------------- | ------ | ------ | ------------ | ------------ | ------ | ------ |
| Tracy Keith-Matchitt | 100 m nage libre |        |        |              |              |        |        |

## Voile
M* = Course aux médailles ; EL = Non qualifié
| Athlète(s)    | Compétition         | Courses | Courses | Courses | Courses | Courses | Courses | Courses | Courses | Courses | Courses | Courses | Total net | Rang |
| Athlète(s)    | Compétition         | 1       | 2       | 3       | 4       | 5       | 6       | 7       | 8       | 9       | 10      | M*      | Total net | Rang |
| ------------- | ------------------- | ------- | ------- | ------- | ------- | ------- | ------- | ------- | ------- | ------- | ------- | ------- | --------- | ---- |
| Taua Henry    | Laser hommes        |         |         |         |         |         |         |         |         |         |         |         |           |      |
| Teau McKenzie | Laser Radial femmes |         |         |         |         |         |         |         |         |         |         |         |           |      |